# Antoine Morel de Lescer
Antoine Morel de Lescer, né dans les Ardennes en 1718 et mort à Charleville le 17 janvier 1781, était un écuyer, officier de cavalerie qui devint maître de musique à Charleville.

## Biographie
Jean-Baptiste-Joseph Boulliot dit de lui qu'« il aimait passionnément la musique et la cultivait avec succès ».
Il épouse, en 1750, Anne Prieur, fille de Jacques Prieur, ancien chef du gobelet du roi. Il habite alors Paris, rue Garancière 
Il fit enregistrer à la mairie de Charleville un brevet du 6 octobre 1764, daté du 16 septembre précédent, par lequel le prince de Condé le retenait pour son musicien ordinaire dans sa ville de Charleville.
Il fut l'éditeur d'un « Journal de musique historique théorique & pratique sur la musique ancienne & moderne, les Musiciens & les instrumens de tous les tems & de tous les peuples, Ier vol, Janvier 1770, Paris : Vallat la Chapelle & au bureau du Journal de musique, rue Montmartre » .

## Publications
- Science de la musique vocale, Liège, 1759, in-4°
- Dictionnaire raisonné; ou Histoire générale de la musique et de la lutherie, cet ouvrage dont un prospectus fut publié en février 1775 devait former 13 vol in-8°, mais rien ne semble avoir été publié [3].